# Портал эстонских исследований
Портал эстонских исследований (эст. Eesti Teadusportaal, англ. Estonian Research Portal), сокращённо ETIS; также известен и как Портал научных исследований Эстонии (англ. Estonian Research Information System) — эстонская информационная система, созданная Министерством образования и науки Эстонии с целью содействия быстрому доступу к актуальной и полной информации об эстонской науке пользователям на территории Эстонии. На портале можно получить информацию об институтах и научно-исследовательских проектах, а также об эстонских исследователях и их публикациях, различных проектах и результатах уже проведённых исследований и реализованных проектов. Система включает в себя несколько отделов и баз данных, в том числе новости науки, веб-форумы, научные исследования и разработки, международное сотрудничество, календарь грядущих и прошедших событий и т.д.
Существуют версии портала на эстонском и английском языках, хотя там представлены и работы, опубликованные на других языках (например, на русском). Для просмотра некоторой информации обязательна регистрация.